# Бульвар Ивана Котляревского
Бульва́р Ивана Котляревского — бульвар в Днепровском районе города Киева, жилой массив Соцгород. Пролегает от улицы Уинстона Черчилля до улицы Гетмана Павла Полуботка.
Бульвар Ивана Котляревского пересекает Краковская улица.

## История
Бульвар возник в 1950-е годы под названием Центральный, в 1955—1967 годах — часть Дарницкого бульвара.
С 1967 года вследствие сооружения нового участка метро между станциями «Дарница» и «Черниговская» был отделён под названием бульвар Труда́. С 2023 года носит современное название.

## Географические координаты
Координаты начала 50°27′07″ с. ш. 30°37′14″ в. д.
Координаты конца 50°27′21″ с. ш. 30°37′05″ в. д.
Протяжённость бульвара 450 м.

## Транспорт
- Станция метро «Дарница»

## Почтовые индексы
02094, 02100.

## Здания и учреждениеи
- Днепровская районная в городе Киеве государственная администрация (дом № 1/1)[1].
- Школа-детский сад «Ручеёк» (дом № 4-а)